# Velîka Rublivka, Kotelva
Velîka Rublivka (în ucraineană Велика Рублівка) este o comună în raionul Kotelva, regiunea Poltava, Ucraina, formată numai din satul de reședință.

## Demografie
Componența lingvistică a comunei Velîka Rublivka
     Ucraineană (96,9%)
     Rusă (2,42%)
     Alte limbi (0,34%)
Conform recensământului din 2001, majoritatea populației comunei Velîka Rublivka era vorbitoare de ucraineană (96,9%), existând în minoritate și vorbitori de rusă (2,42%).